# Santa Clara (Kuba)
Santa Clara ist eine Stadt in Zentral-Kuba mit 240.543 Einwohnern (2012) am westlichen Fuß des Escambray-Gebirges, Hauptstadt der Provinz Villa Clara. Sie ist ein Verkehrsknoten, Wirtschafts- und Agrarzentrum.

## Geschichte
Während der kubanischen Revolution gegen das Batista-Regime wurde die strategisch wichtige Stadt am 29. Dezember 1958 von Truppen der Rebellenarmee der Bewegung des 26. Juli und des Directorio Revolucionario unter dem Kommando von Che Guevara angegriffen, nachdem diese am Stadtrand einen gepanzerten Zug der Regierungsarmee mit Waffen und Nachschub stoppen und erbeuten konnten. Die Einnahme von Santa Clara nach dem anschließenden zweitägigen Schlagabtausch gilt als die größte militärische Leistung Che Guevaras. Nach zweijährigem Guerillakrieg gegen die zahlenmäßig weit überlegene und anfänglich von den USA unterstützte Regierungsarmee in den Bergen der Sierra Maestra war damit auch der Durchbruch in der Ebene geschafft, und der Weg in die Hauptstadt Havanna frei. Am 1. Januar 1959 flüchtete Diktator Batista aus Kuba.
Nachdem die lange Zeit verschollenen Gebeine Che Guevaras in Bolivien gefunden worden waren, wurden seine sterblichen Überreste 1997 nach Kuba überführt und am Ort seines größten Triumphs in einem eigens geschaffenen Mausoleum beigesetzt.
Zur weiteren Entwicklung des Tourismus wurde 1998 der internationale Flughafen Abel Santamaría eröffnet. Er bedient neben der Stadt hauptsächlich die Tourismus-Resorts auf den im Norden der Provinz liegenden  Cayos Santa María, Ensenachos und Las Brujas.

## Sehenswertes

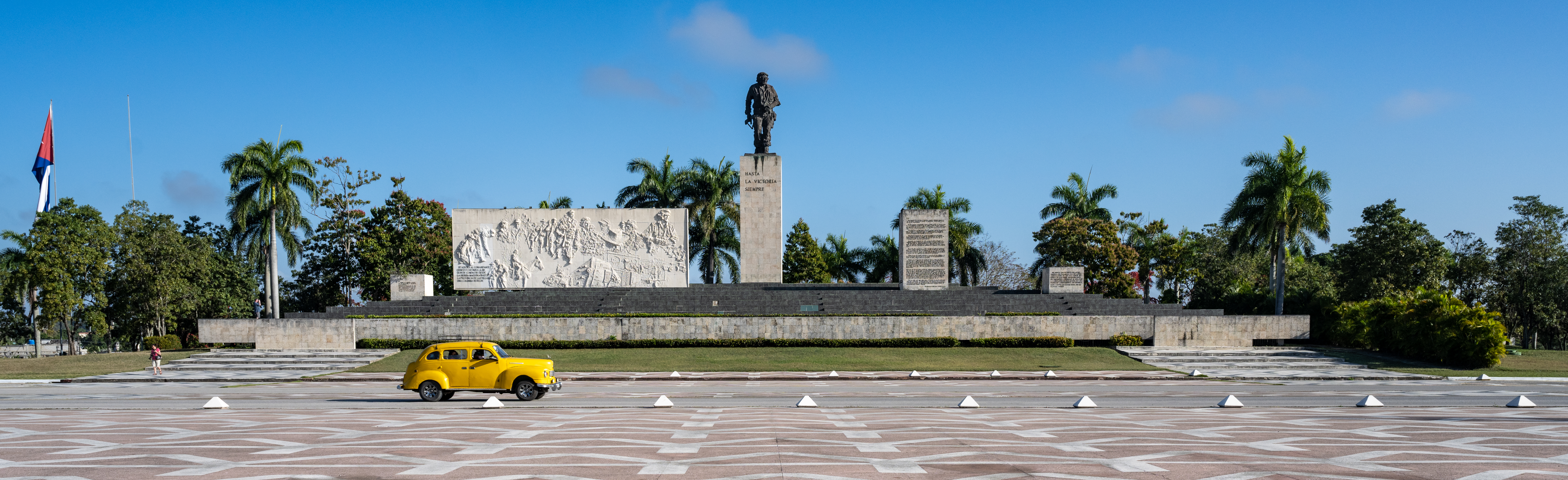
Museum, Monument und Grabmal Che Guevaras

Sehenswert sind das Museum, Monument und Grabmal von Ernesto „Che“ Guevara, die Skulptur Che con niño, das Tren-Blindado-Denkmal, das erhaltene Stadtbild mit zentralem Platz, Theater, Kirche und Hotels aus 19. Jahrhundert sowie Revolutionsdenkmälern.

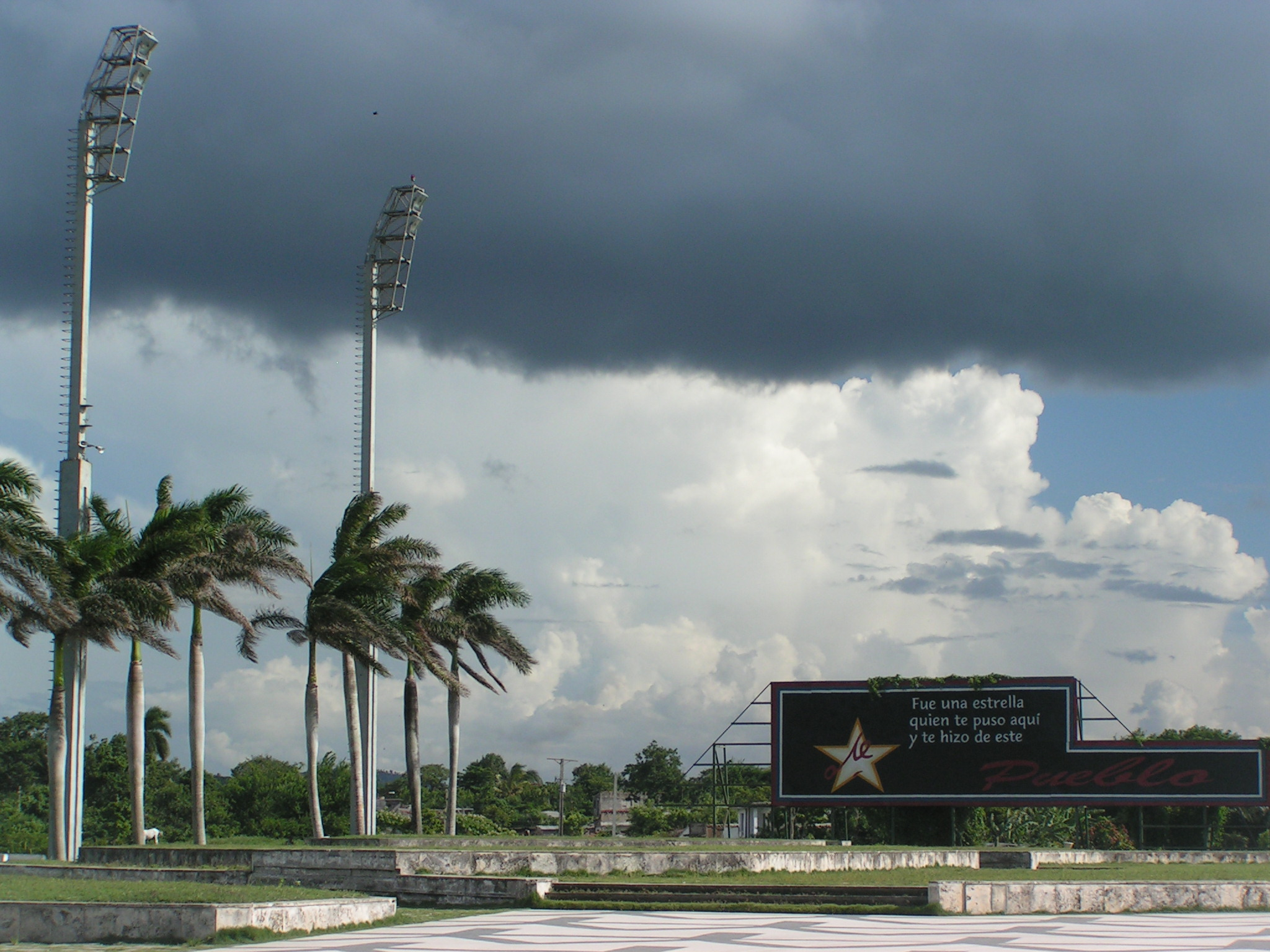
Platz vor dem Grab von Che Guevara
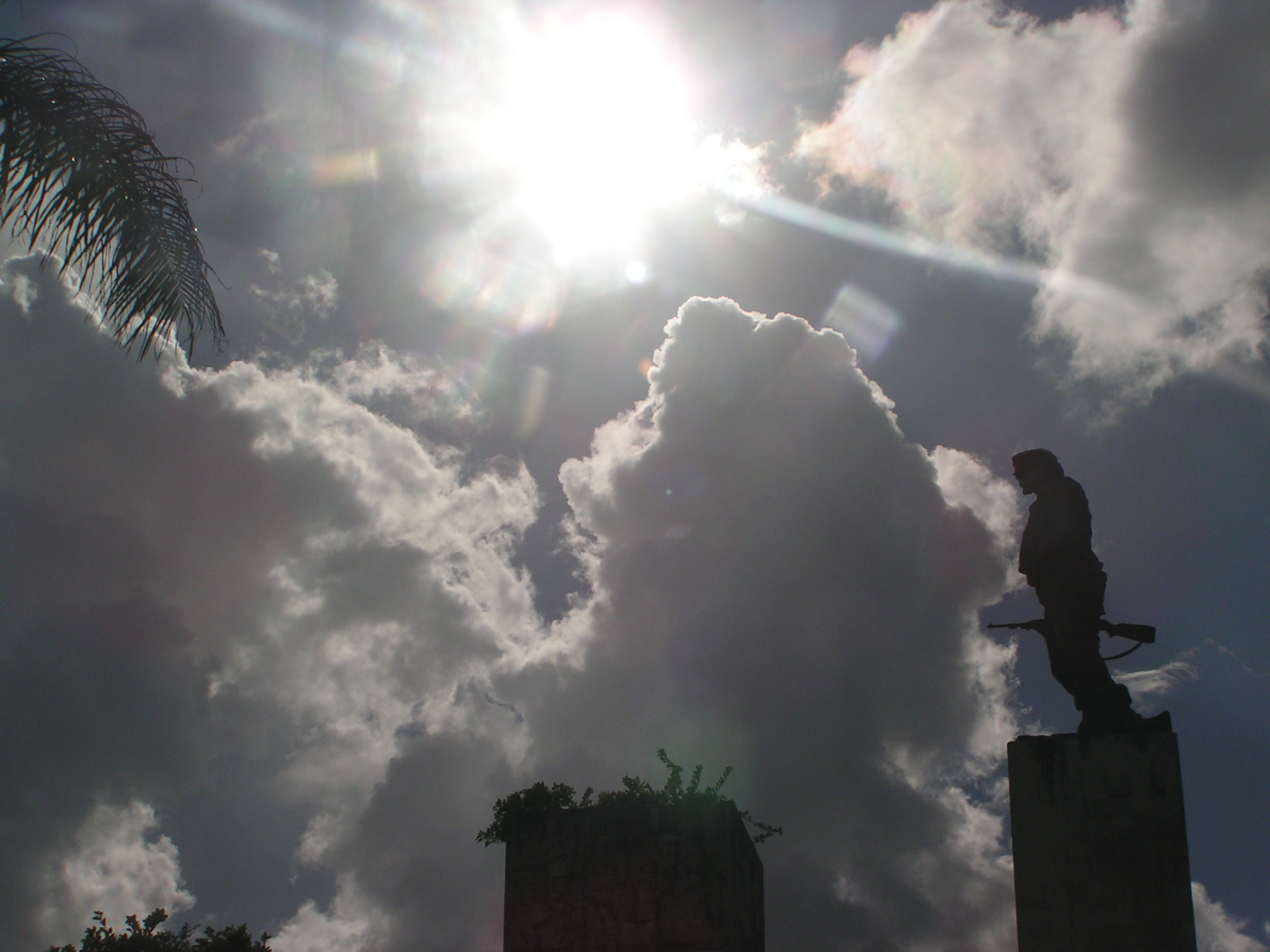
Denkmal für Che Guevara in Santa Clara, Kuba
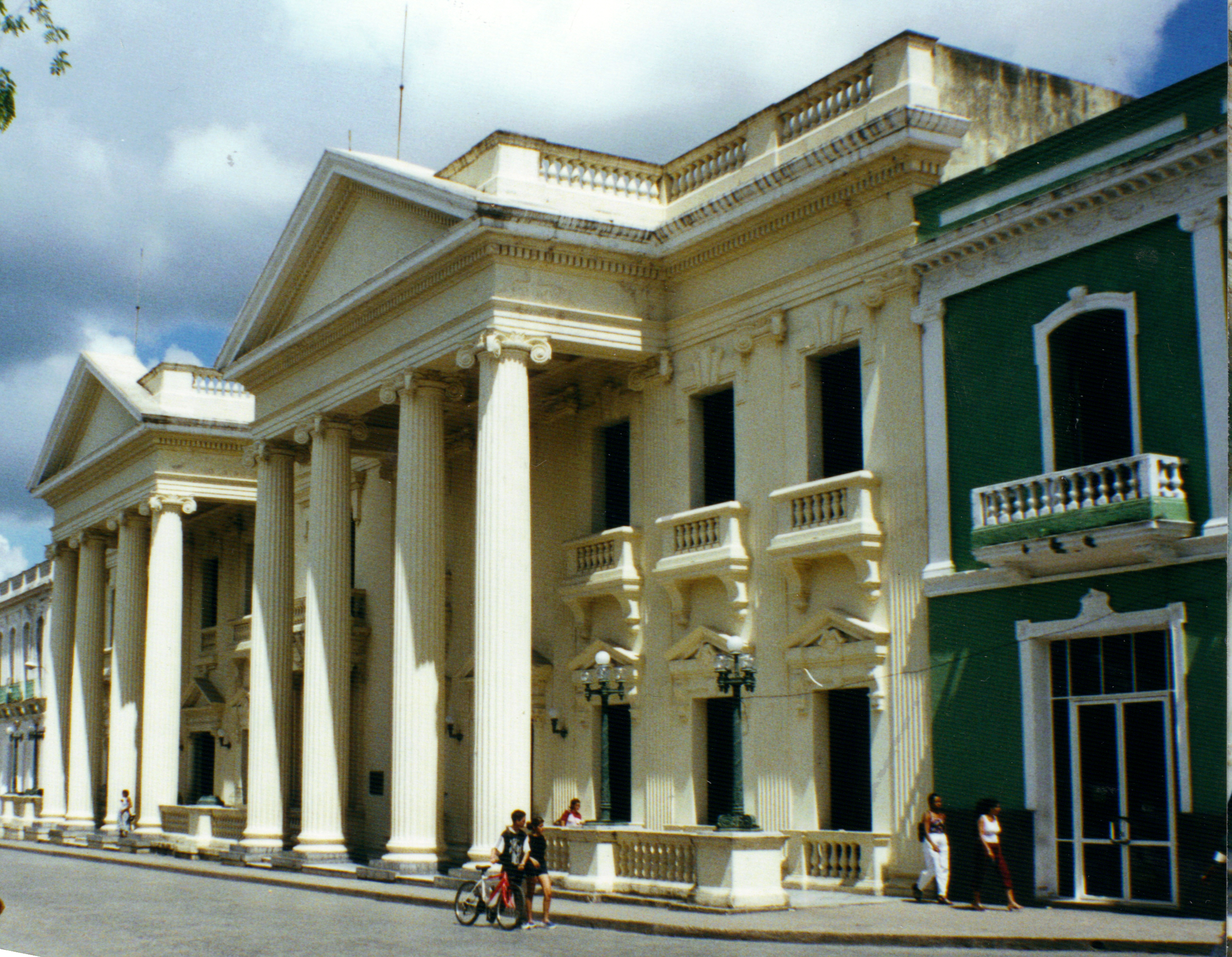
Am Hauptplatz

## Söhne und Töchter der Stadt
- Manolo Monterrey (1914–1997), venezolanischer Sänger und Komponist
- Ricardo García Perdomo (1920–1996), Gitarrist und Komponist
- Rolando Laserie (1923–1998), Sänger
- Chocolate Armenteros (1928–2016), Trompeter, Arrangeur und Komponist
- Eslinda Núñez (* 1943), Schauspielerin
- Violeta Quesada (1947–2024), Leichtathletin
- Asela de Armas Pérez (1954–2021), Schachspielerin
- Rey Guerra (* 1958), klassischer Gitarrist
- Luis Alberto Rodríguez López-Calleja (1960–2022), Militär, Politiker und Wirtschaftsdirigent
- Dafnis Prieto (* 1974), Jazzschlagzeuger
- Mirka Francia (* 1975), Volleyballspielerin
- Ariel Brínguez (* 1982), Jazzmusiker
- Reinier Elizarde (* 1982), Jazzmusiker
- Michael Olivera (* ≈1984), Jazzmusiker